# Liste deutscher Zeitungen in Großstädten
Die Liste deutscher Zeitungen in Großstädten soll alle regionalen Zeitungen und überregionaler Zeitungen mit Lokalausgabe (ausgenommen Bild) in deutschen Großstädten enthalten. Ausgenommen hiervon sind Anzeigenblätter sowie Fach- und Kirchenzeitungen.

## Tageszeitungen

### Berlin
| Name                | Seit | Verlag                  | Konzern                       | Format        |
| ------------------- | ---- | ----------------------- | ----------------------------- | ------------- |
| B.Z.                | 1877 | B.Z. Ullstein Verlag    | Axel Springer SE              | Tabloid       |
| Berliner Kurier     | 1945 | Berliner Verlag         | Silke und Holger Friedrich    | Halbrheinisch |
| Berliner Morgenpost | 1898 | Ullstein GmbH           | Funke Mediengruppe            | Nordisch      |
| Berliner Zeitung    | 1945 | Berliner Verlag         | Silke und Holger Friedrich    | Rheinisch     |
| Tagesspiegel        | 1945 | Verlag Der Tagesspiegel | Dieter von Holtzbrinck Medien | Nordisch      |

### Hamburg
| Name                 | Seit | Verlag                      | Konzern             | Format   |
| -------------------- | ---- | --------------------------- | ------------------- | -------- |
| Bergedorfer Zeitung  | 1874 | Bergedorfer Buchdruckerei   | Funke Mediengruppe  | Berliner |
| Hamburger Abendblatt | 1948 | Zeitungsgruppe Hamburg      | Funke Mediengruppe  | Nordisch |
| Hamburger Morgenpost | 1949 | BV Deutsche Zeitungsholding | DuMont Mediengruppe | Tabloid  |

### München
| Name                                  | Seit | Verlag                         | Konzern                                                                                  | Format    |
| ------------------------------------- | ---- | ------------------------------ | ---------------------------------------------------------------------------------------- | --------- |
| Abendzeitung                          | 1948 | Die Abendzeitung GmbH & Co. KG |                                                                                          | Rheinisch |
| Münchner Merkur                       | 1946 | Münchener Zeitungs-Verlag      | Ippen-Gruppe (51,4 %), Oberbayerisches Volksblatt (29,2 %), Süddeutscher Verlag (12,5 %) | Rheinisch |
| Süddeutsche Zeitung (Regionalausgabe) | 1945 | Süddeutsche Zeitung            | SWMH (81,25 %), Familie Friedmann (18,75 %)                                              | Nordisch  |
| tz                                    | 1968 | Zeitungsverlag tz München      | Ippen-Gruppe (51,4 %), Oberbayerisches Volksblatt (29,2 %), Süddeutscher Verlag (12,5 %) | Rheinisch |

### Köln
| Name                  | Seit | Verlag                                                | Konzern             | Format   |
| --------------------- | ---- | ----------------------------------------------------- | ------------------- | -------- |
| Express               | 1964 | M. DuMont Schauberg Expedition der Kölnischen Zeitung | DuMont Mediengruppe | Berliner |
| Kölner Stadt-Anzeiger | 1876 | M. DuMont Schauberg Expedition der Kölnischen Zeitung | DuMont Mediengruppe | Berliner |
| Kölnische Rundschau   | 1946 | M. DuMont Schauberg Expedition der Kölnischen Zeitung | DuMont Mediengruppe | Berliner |

### Frankfurt am Main
| Name                                             | Seit | Verlag                              | Konzern                | Format   |
| ------------------------------------------------ | ---- | ----------------------------------- | ---------------------- | -------- |
| Frankfurter Allgemeine Zeitung (Regionalausgabe) | 1948 | Frankfurter Allgemeine Zeitung GmbH | Verlagsgruppe FAZ      | Nordisch |
| Frankfurter Neue Presse                          | 1946 | Frankfurter Societäts-Druckerei     | Zeitungsholding Hessen | Nordisch |
| Frankfurter Rundschau (Regionalausgabe)          | 1945 | Frankfurter Rundschau GmbH          | Zeitungsholding Hessen | Tabloid  |

### Stuttgart
| Name                    | Seit | Verlag                                      | Konzern | Format    |
| ----------------------- | ---- | ------------------------------------------- | ------- | --------- |
| Stuttgarter Nachrichten | 1946 | Stuttgarter Nachrichten Verlagsgesellschaft | SWMH    | Rheinisch |
| Stuttgarter Zeitung     | 1945 | Stuttgarter Zeitung Verlagsgesellschaft     | SWMH    | Rheinisch |

### Düsseldorf
| Name                 | Seit | Verlag                                                | Konzern                      | Format    |
| -------------------- | ---- | ----------------------------------------------------- | ---------------------------- | --------- |
| Express              | 1964 | M. DuMont Schauberg Expedition der Kölnischen Zeitung | DuMont Mediengruppe          | Berliner  |
| NRZ                  | 1946 | Zeitungsverlag Niederrhein                            | Funke Mediengruppe           | Rheinisch |
| Rheinische Post      | 1946 | Rheinische Post Verlagsgesellschaft                   | Rheinische Post Mediengruppe | Rheinisch |
| Westdeutsche Zeitung | 1887 | W. Giradet KG                                         |                              | Berliner  |

### Leipzig
| Name                   | Seit | Verlag                                       | Konzern                     | Format   |
| ---------------------- | ---- | -------------------------------------------- | --------------------------- | -------- |
| Leipziger Volkszeitung | 1894 | Leipziger Verlags- und Druckereigesellschaft | Verlagsgesellschaft Madsack | Nordisch |

### Dortmund
| Name                            | Seit | Verlag                    | Konzern            | Format    |
| ------------------------------- | ---- | ------------------------- | ------------------ | --------- |
| Ruhr Nachrichten                | 1949 | Medienhaus Lensing        | Medienhaus Lensing | Rheinisch |
| Westdeutsche Allgemeine Zeitung | 1948 | Zeitungsverlag Ruhrgebiet | Funke Mediengruppe | Rheinisch |
| Westfälische Rundschau          | 1946 | Zeitungsverlag Westfalen  | Funke Mediengruppe | Rheinisch |

### Essen
| Name                            | Seit | Verlag                     | Konzern            | Format    |
| ------------------------------- | ---- | -------------------------- | ------------------ | --------- |
| Neue Ruhr Zeitung               | 1946 | Zeitungsverlag Niederrhein | Funke Mediengruppe | Rheinisch |
| Westdeutsche Allgemeine Zeitung | 1948 | Zeitungsverlag Ruhrgebiet  | Funke Mediengruppe | Rheinisch |

### Bremen
| Name               | Seit | Verlag                | Konzern               | Format    |
| ------------------ | ---- | --------------------- | --------------------- | --------- |
| Bremer Nachrichten | 1743 | Bremer Tageszeitungen | Bremer Tageszeitungen | Rheinisch |
| Weser-Kurier       | 1945 | Bremer Tageszeitungen | Bremer Tageszeitungen | Rheinisch |

### Dresden
| Name                         | Seit | Verlag                             | Konzern                           | Format    |
| ---------------------------- | ---- | ---------------------------------- | --------------------------------- | --------- |
| Dresdner Neueste Nachrichten | 1990 | Dresdner Nachrichten GmbH & Co. KG | Verlagsgesellschaft Madsack       | Nordisch  |
| Morgenpost                   | 1990 | Dresdner Druck- und Verlagshaus    | Gruner + Jahr (60 %), DDVG (40 %) | Tabloid   |
| Sächsische Zeitung           | 1946 | Dresdner Druck- und Verlagshaus    | Gruner + Jahr (60 %), DDVG (40 %) | Rheinisch |

### Hannover
| Name                            | Seit | Verlag                      | Konzern                     | Format    |
| ------------------------------- | ---- | --------------------------- | --------------------------- | --------- |
| Hannoversche Allgemeine Zeitung | 1949 | Verlagsgesellschaft Madsack | Verlagsgesellschaft Madsack | Rheinisch |
| Neue Presse                     | 1978 | Verlagsgesellschaft Madsack | Verlagsgesellschaft Madsack | Berliner  |

### Nürnberg
| Name                   | Seit | Verlag                                      | Konzern | Format   |
| ---------------------- | ---- | ------------------------------------------- | ------- | -------- |
| Nürnberger Nachrichten | 1945 | Verlag Nürnberger Presse Druckhaus Nürnberg |         | Berliner |
| Nürnberger Zeitung     | 1804 | Verlag Nürnberger Presse Druckhaus Nürnberg |         | Berliner |

### Duisburg
| Name                            | Seit | Verlag                              | Konzern                      | Format    |
| ------------------------------- | ---- | ----------------------------------- | ---------------------------- | --------- |
| Neue Ruhr Zeitung               | 1946 | Zeitungsformat Niederrhein          | Funke Mediengruppe           | Rheinisch |
| Rheinische Post                 | 1946 | Rheinische Post Verlagsgesellschaft | Rheinische Post Mediengruppe | Rheinisch |
| Westdeutsche Allgemeine Zeitung | 1948 | Zeitungsformat Ruhrgebiet           | Funke Mediengruppe           | Rheinisch |

### Bochum
| Name                            | Seit | Verlag                    | Konzern            | Format    |
| ------------------------------- | ---- | ------------------------- | ------------------ | --------- |
| Westdeutsche Allgemeine Zeitung | 1948 | Zeitungsverlag Ruhrgebiet | Funke Mediengruppe | Rheinisch |

### Wuppertal
| Name                                    | Seit | Verlag        | Konzern | Format   |
| --------------------------------------- | ---- | ------------- | ------- | -------- |
| General-Anzeiger (Westdeutsche Zeitung) | 1887 | W. Giradet KG |         | Berliner |

### Bielefeld
| Name              | Seit | Verlag                                     | Konzern          | Format    |
| ----------------- | ---- | ------------------------------------------ | ---------------- | --------- |
| Neue Westfälische | 1967 | Neue Westfälische GmbH & Co. KG            | DDVG             | Rheinisch |
| Westfalen-Blatt   | 1839 | Westfalen-Blatt Vereinigte Zeitungsverlage | Axel Springer SE |           |

### Bonn
| Name                                   | Seit | Verlag                                                | Konzern                      | Format    |
| -------------------------------------- | ---- | ----------------------------------------------------- | ---------------------------- | --------- |
| Bonner Rundschau (Kölnische Rundschau) | 1946 | M. DuMont Schauberg Expedition der Kölnischen Zeitung | DuMont Mediengruppe          | Rheinisch |
| General-Anzeiger                       | 1889 | General-Anzeiger GmbH                                 | Rheinische Post Mediengruppe | Rheinisch |

### Münster
| Name                     | Seit | Verlag             | Konzern            | Format    |
| ------------------------ | ---- | ------------------ | ------------------ | --------- |
| Münstersche Zeitung      | 1897 | MZ Medien Holding  | Aschendorff Verlag | Rheinisch |
| Westfälische Nachrichten | 1946 | Aschendorff Verlag | Aschendorff Verlag | Rheinisch |

### Mannheim
| Name                 | Seit | Verlag                    | Konzern | Format    |
| -------------------- | ---- | ------------------------- | ------- | --------- |
| Mannheimer Morgen    | 1946 | Mediengruppe Dr. Haas     |         | Rheinisch |
| Rhein-Neckar-Zeitung | 1945 | Rhein-Neckar-Zeitung GmbH |         | Rheinisch |

### Karlsruhe
| Name                         | Seit | Verlag                                 | Konzern | Format    |
| ---------------------------- | ---- | -------------------------------------- | ------- | --------- |
| Badische Neueste Nachrichten | 1946 | Badische Neuste nachrichten Badendruck |         | Rheinisch |

### Augsburg
| Name                  | Seit | Verlag                   | Konzern                  | Format    |
| --------------------- | ---- | ------------------------ | ------------------------ | --------- |
| Augsburger Allgemeine | 1959 | Mediengruppe Pressedruck | Mediengruppe Pressedruck | Rheinisch |

### Wiesbaden
| Name               | Seit | Verlag                                  | Konzern                  | Format    |
| ------------------ | ---- | --------------------------------------- | ------------------------ | --------- |
| Wiesbadener Kurier | 1945 | Wiesbadener Kurier Verlag und Druckerei | Verlagsgruppe Rhein Main | Rheinisch |

### Mönchengladbach
| Name            | Seit | Verlag                              | Konzern                      | Format    |
| --------------- | ---- | ----------------------------------- | ---------------------------- | --------- |
| Rheinische Post | 1946 | Rheinische Post Verlagsgesellschaft | Rheinische Post Mediengruppe | Rheinisch |

### Gelsenkirchen
| Name                            | Seit | Verlag                    | Konzern            | Format    |
| ------------------------------- | ---- | ------------------------- | ------------------ | --------- |
| Westdeutsche Allgemeine Zeitung | 1948 | Zeitungsverlag Ruhrgebiet | Funke Mediengruppe | Rheinisch |

### Aachen
| Name                 | Seit | Verlag                | Konzern               | Format    |
| -------------------- | ---- | --------------------- | --------------------- | --------- |
| Aachener Nachrichten | 1945 | Zeitungsverlag Aachen | Zeitungsverlag Aachen | Rheinisch |
| Aachener Zeitung     | 1946 | Zeitungsverlag Aachen | Zeitungsverlag Aachen | Rheinisch |

### Braunschweig
| Name                   | Seit | Verlag                        | Konzern            | Format   |
| ---------------------- | ---- | ----------------------------- | ------------------ | -------- |
| Braunschweiger Zeitung | 1946 | Braunschweiger Zeitungsverlag | Funke Mediengruppe | Berliner |

### Chemnitz
| Name         | Seit | Verlag                          | Konzern                           | Format        |
| ------------ | ---- | ------------------------------- | --------------------------------- | ------------- |
| Freie Presse | 1963 | Chemnitzer Verlag und Druck     | Medien Union                      | Rheinisch     |
| Morgenpost   | 1990 | Dresdner Druck- und Verlagshaus | Gruner + Jahr (60 %), DDVG (40 %) | Halbrheinisch |

### Kiel
| Name               | Seit | Verlag                               | Konzern                     | Format   |
| ------------------ | ---- | ------------------------------------ | --------------------------- | -------- |
| Kieler Nachrichten | 1946 | Kieler Zeitung Verlags und Druckerei | Verlagsgesellschaft Madsack | Berliner |

### Halle (Saale)
| Name                   | Seit | Verlag                              | Konzern           | Format    |
| ---------------------- | ---- | ----------------------------------- | ----------------- | --------- |
| Mitteldeutsche Zeitung | 1945 | Mediengruppe Mitteldeutsche Zeitung | Bauer Media Group | Rheinisch |

### Magdeburg
| Name        | Seit | Verlag                              | Konzern           | Format    |
| ----------- | ---- | ----------------------------------- | ----------------- | --------- |
| Volksstimme | 1890 | Mediengruppe Mitteldeutsche Zeitung | Bauer Media Group | Rheinisch |

### Freiburg im Breisgau
| Name             | Seit | Verlag           | Konzern | Format   |
| ---------------- | ---- | ---------------- | ------- | -------- |
| Badische Zeitung | 1946 | Badischer Verlag |         | Berliner |

### Krefeld
| Name                 | Seit | Verlag                              | Konzern                      | Format    |
| -------------------- | ---- | ----------------------------------- | ---------------------------- | --------- |
| Rheinische Post      | 1946 | Rheinische Post Verlagsgesellschaft | Rheinische Post Mediengruppe | Rheinisch |
| Westdeutsche Zeitung | 1887 | W. Giradet KG                       |                              | Rheinisch |

### Mainz
| Name               | Seit | Verlag                   | Konzern                  | Format    |
| ------------------ | ---- | ------------------------ | ------------------------ | --------- |
| Allgemeine Zeitung | 1946 | Verlagsgruppe Rhein Main | Verlagsgruppe Rhein Main | Rheinisch |

### Lübeck
| Name                 | Seit | Verlag                    | Konzern                     | Format    |
| -------------------- | ---- | ------------------------- | --------------------------- | --------- |
| Lübecker Nachrichten | 1946 | Lübecker Nachrichten GmbH | Verlagsgesellschaft Madsack | Rheinisch |

### Erfurt
| Name                       | Seit | Verlag                            | Konzern            | Format    |
| -------------------------- | ---- | --------------------------------- | ------------------ | --------- |
| Thüringer Allgemeine       | 1945 | Thüringer Allgemeine Verlag       | Funke Mediengruppe | Rheinisch |
| Thüringische Landeszeitung | 1945 | Thüringische Landeszeitung Verlag | Funke Mediengruppe | Rheinisch |

### Oberhausen
| Name                            | Seit | Verlag                     | Konzern            | Format    |
| ------------------------------- | ---- | -------------------------- | ------------------ | --------- |
| Neue Ruhr Zeitung               | 1946 | Zeitungsverlag Niederrhein | Funke Mediengruppe | Rheinisch |
| Westdeutsche Allgemeine Zeitung | 1948 | Zeitungsverlag Ruhrgebiet  | Funke Mediengruppe | Rheinisch |

### Rostock
| Name                             | Seit | Verlag                               | Konzern                                 | Format    |
| -------------------------------- | ---- | ------------------------------------ | --------------------------------------- | --------- |
| Norddeutsche Neueste Nachrichten | 1953 | Norddeutsche Neuste Nachrichten GmbH | Schleswig-Holsteinischer Zeitungsverlag | Berliner  |
| Ostsee-Zeitung                   | 1952 | Ostsee-Zeitung GmbH & Co. KG         | Verlagsgesellschaft Madsack             | Rheinisch |

### Kassel
| Name                                  | Seit | Verlag          | Konzern      | Format   |
| ------------------------------------- | ---- | --------------- | ------------ | -------- |
| Hessische/Niedersächsische Allgemeine | 1945 | Verlag Dierichs | Ippen-Gruppe | Berliner |

### Hagen
| Name                   | Seit | Verlag                       | Konzern            | Format    |
| ---------------------- | ---- | ---------------------------- | ------------------ | --------- |
| Westfalenpost          | 1946 | Westfalenpost GmbH & Co. KG  | Funke Mediengruppe | Rheinisch |
| Westfälische Rundschau | 1946 | Westfälischer Zeitungsverlag | Funke Mediengruppe | Rheinisch |

### Potsdam
| Name                          | Seit | Verlag                                    | Konzern                       | Format    |
| ----------------------------- | ---- | ----------------------------------------- | ----------------------------- | --------- |
| Potsdamer Neueste Nachrichten | 1951 | Potsdamer Zeitungsverlagsgesellschaft     | Dieter von Holtzbrinck Medien | Nordisch  |
| Potsdamer Tageszeitung        | 1901 | Märkische Verlags- und Drcuksgesellschaft | Verlagsgesellschaft Madsack   | Rheinisch |

### Saarbrücken
| Name                | Seit | Verlag                                   | Konzern                      | Format    |
| ------------------- | ---- | ---------------------------------------- | ---------------------------- | --------- |
| Saarbrücker Zeitung | 1761 | Saarbrücker Zeitung Verlag und Druckerei | Rheinische Post Mediengruppe | Rheinisch |

### Hamm
| Name                   | Seit | Verlag                                      | Konzern      | Format    |
| ---------------------- | ---- | ------------------------------------------- | ------------ | --------- |
| Westfälischer Anzeiger | 1850 | Westfälischer Anzei´ger Verlagsgesellschaft | Ippen-Gruppe | Rheinisch |

### Ludwigshafen am Rhein
| Name                     | Seit | Verlag                          | Konzern      | Format    |
| ------------------------ | ---- | ------------------------------- | ------------ | --------- |
| Ludwigshafener Rundschau | 1945 | Rheinpfalz Verlag und Druckerei | Medien Union | Rheinisch |

### Oldenburg (Oldb)
| Name             | Seit | Verlag                               | Konzern         | Format   |
| ---------------- | ---- | ------------------------------------ | --------------- | -------- |
| Nordwest-Zeitung | 1946 | Nordwest-Zeitung Verlagsgesellschaft | Nordwest Medien | Berliner |

### Mülheim an der Ruhr
| Name                            | Seit | Verlag                     | Konzern            | Format    |
| ------------------------------- | ---- | -------------------------- | ------------------ | --------- |
| Neue Ruhr Zeitung               | 1946 | Zeitungsverlag Niederrhein | Funke Mediengruppe | Rheinisch |
| Westdeutsche Allgemeine Zeitung | 1948 | Zeitungsverlag Ruhrgebiet  | Funke Mediengruppe | Rheinisch |

### Osnabrück
| Name                     | Seit | Verlag                                 | Konzern | Format    |
| ------------------------ | ---- | -------------------------------------- | ------- | --------- |
| Neue Osnabrücker Zeitung | 1967 | Neue Osnabrücker Zeitung GmbH & Co. KG |         | Rheinisch |

### Leverkusen
| Name                  | Seit | Verlag                                                              | Konzern                      | Format    |
| --------------------- | ---- | ------------------------------------------------------------------- | ---------------------------- | --------- |
| Express               | 1964 | M. DuMont Schauberg Expedition der Kölnischen Zeitung GmbH & Co. KG | DuMont Mediengruppe          | Berliner  |
| Leverkusener Anzeiger | 1876 | M. DuMont Schauberg Expedition der Kölnischen Zeitung GmbH & Co. KG | DuMont Mediengruppe          | Berliner  |
| Rheinische Post       | 1946 | Rheinische Post Verlagsgesellschaft mbH                             | Rheinische Post Mediengruppe | Rheinisch |

### Darmstadt
| Name             | Seit | Verlag              | Konzern                  | Format    |
| ---------------- | ---- | ------------------- | ------------------------ | --------- |
| Darmstädter Echo | 1945 | Echo Zeitungen GmbH | Verlagsgruppe Rhein Main | Rheinisch |

### Heidelberg
| Name                 | Seit | Verlag                    | Konzern | Format    |
| -------------------- | ---- | ------------------------- | ------- | --------- |
| Rhein-Neckar-Zeitung | 1945 | Rhein-Neckar-Zeitung GmbH |         | Rheinisch |